# بیل براون (بازیکن فوتبال، زاده ۱۹۴۳)
بیل براون (انگلیسی: Bill Brown؛ زادهٔ ۷ فوریهٔ ۱۹۴۳) بازیکن فوتبال اهل بریتانیا است.
از باشگاه‌هایی که در آن بازی کرده‌است می‌توان به باشگاه فوتبال مارگیت، باشگاه فوتبال چارلتون اتلتیک، باشگاه فوتبال پورتسموث، باشگاه فوتبال بدفورد تاون، باشگاه فوتبال گیلینگام، باشگاه فوتبال ساوت‌همپتون، باشگاه فوتبال ردبریج، باشگاه فوتبال رومفورد، باشگاه فوتبال چلمزفورد سیتی، باشگاه فوتبال برنتفورد، و باشگاه فوتبال دانستیبل تاون اشاره کرد.